# Adriano Bertaccini
Adriano Bertaccini (* 13. August 2000 in Charleroi) ist ein belgischer Fußballspieler.

## Karriere

### Verein
Bertaccini spielte zunächst beim FC Brügge. Zur Saison 2014/15 wechselte er in die Jugend des KRC Genk. Zur Saison 2019/20 wurde er an den Drittligisten KMSK Deinze verliehen. Sein erstes Spiel in der 1. Division Amateure absolvierte er im September 2019 gegen den K. Rupel Boom FC. Im November 2019 erzielte er bei einem 2:1-Sieg gegen die UR La Louvière Centre sein erstes Tor in der dritthöchsten belgischen Spielklasse. Bis zum Saisonabbruch kam er zu 17 Einsätzen für Deinze, in denen er drei Tore erzielte. Mit Deinze stieg er in die Division 1B auf.
Nach dem Ende der Leihe kehrte er allerdings nicht nach Genk zurück, sondern wechselte im September 2020 zum österreichischen Zweitligisten SC Austria Lustenau, bei dem er einen bis Juni 2022 laufenden Vertrag erhielt. Im selben Monat gab er sein Debüt in der 2. Liga, als er am ersten Spieltag der Saison 2020/21 gegen den SV Horn in der Startelf stand. In der Saison 2020/21 kam er insgesamt zu 20 Zweitligaeinsätzen, in denen er drei Tore erzielte. Im Juli 2021 löste er seinen Vertrag in Lustenau auf. Daraufhin kehrte er nach Belgien zurück und schloss sich dem Drittligisten KVV Thes Sport an. Im Sommer 2023 zog er weiter zum RFC Lüttich. Von dort wechselte er im Februar 2024 zur VV St. Truiden.
Im Sommer wechselte Bertaccini zum RSC Anderlecht und unterzeichnete einen Vertrag bis 2029.

### Nationalmannschaft
Bertaccini spielte im November 2014 erstmals für eine belgische Jugendnationalauswahl. Zwischen August 2016 und Februar 2017 kam er zu acht Einsätzen für die U-17-Mannschaft und erzielte zwei Tore. Von August bis September 2017 spielte er drei Mal im U-18-Team. Im September 2018 debütierte er gegen England für die U-19-Auswahl, für die er bis März 2019 fünf Mal spielte.

## Persönliches
Sein Bruder Paolino (* 1997) ist ebenfalls Fußballspieler.

## Erfolge
- Torschützenkönig der Division 1A 2024/25 (21 Tore)